# Victoire de Rohan
Titre
Princesse de Guéméné
15 janvier 1761 – 20 septembre 1807
(46 ans, 8 mois et 5 jours)
Victoire-Armande-Josèphe de Rohan-Soubise, dite Madame de Guéméné, est née le 28 décembre 1743 à l'hôtel de Soubise puis est morte le 20 septembre 1807 à Paris. Fille de Charles de Rohan-Soubise et d'Anne-Thérèse de Savoie-Carignan, elle est princesse de Guéméné par son mariage avec Henri-Louis-Marie de Rohan-Guéméné. Elle fut gouvernante des Enfants de France lors du règne de Louis XVI. Victime de la banqueroute des Rohan-Guéméné, elle dût renoncer à la charge. 

## Biographie
Issue de la maison de Rohan, une famille qui prétend descendre des rois de Bretagne, elle est la fille de Charles de Rohan, prince de Soubise, duc de Rohan-Rohan, maréchal de France et d'Anne-Thérèse de Savoie-Carignan, princesse de Savoie.
En 1761, elle prend pour époux son cousin Henri-Louis-Marie de Rohan (1745-1809), grand chambellan de France et neveu du cardinal de Rohan impliqué et victime dans l'affaire du collier de la reine en 1785.
Elle est la gouvernante des enfants de Louis XVI de 1778 à 1782 et de la future duchesse de Fleury, Aimée de Coigny. Elle est notamment chargée de l'éducation d'Élisabeth de France, sœur de Louis XVI, charge héritée de sa tante, la comtesse de Marsan; mais constatant que cette éducation est déjà assurée, elle ne s'en occupe pas et délégue cette tâche à sa sous-gouvernante Mme de Mackau. Elle est très appréciée de Marie-Antoinette d'Autriche. 
Madame de Guéméné et son mari s'établissent à Paris dans un somptueux hôtel situé place Royale (actuellement place des Vosges) et s'étendant aux actuelles impasse Guémenée et rue des Tournelles et où Victor Hugo vécut de 1832 à 1848. Après avoir appartenu aux Péan de Saint-Gilles et à leur descendance, l'hôtel de Rohan-Guéméné abrite, depuis 1903, le musée Victor-Hugo.

### La banqueroute des Rohan-Guéméné
La banqueroute des Rohan-Guéméné est une faillite dont sont victimes, en 1782, Henri Louis Marie de Rohan, prince de Rohan-Guéméné et son épouse Victoire Armande Josèphe de Rohan, avec un passif de 33 millions de livres, et l'abandon de leurs charges à la Cour : madame de Rohan est démise de ses fonctions de gouvernante des Enfants de France et remplacée par la duchesse de Polignac.
Conséquence d'un somptueux train de vie, excédant des revenus pourtant importants, ce revers financier ne manque pas de susciter les railleries des encyclopédistes, philosophiquement hostiles à la suprématie nobiliaire. Melchior Grimm et Denis Diderot, dans les Mémoires historiques, littéraires et anecdotiques, écrivent : « Tout le monde sait que la maison de Rohan a prétendu depuis long-temps au titre de maison souveraine. On parlait devant madame la duchesse de Grammont de la banqueroute effroyable de M. le prince de Guemené, banqueroute qui paraît surpasser en effet et l'audace et les ressources des plus riches et des plus illustres particuliers de l'Europe. « Il faut espérer », dit madame de Grammont, « que c'est là du moins la dernière prétention de la maison de Rohan à la souveraineté. » »
Le prince de Guéméné, chef de la maison de Rohan-Rohan n'avait pas moins de deux millions de rente, et bien qu'on dît quelquefois qu'ils empruntaient de l'argent à charge de rentes viagères, il vivait dans un milieu où la considération pour les personnes du monde dépendait de la noblesse de leur naissance et celle de leur caractère, et était indépendante de la richesse. Les rentes échues furent remboursées par les autres membres de la famille Rohan, par le prince de Condé, et surtout la princesse de Guéméné dont les biens étaient importants.
Cependant, comme l'explique Guillaume Imbert de Boudeaux, de nombreux prêteurs furent ruinés : Les gens plus atteints étaient des domestiques, de petits marchands, des portiers, qui portaient leurs épargnes au prince ... il avait des recruteurs d'argent à Brest et dans tous les ports de Bretagne pour séduire les pauvres matelots ... ils les éblouissaient par l'apparence d'un placement avantageux et accaparaient ainsi tout leur argent. Pour finir, il semble que le prince de Guéméné ait agi en connaissance de cause.
Cette banqueroute frappa tant les esprits qu'un siècle plus tard, Maurice Leblanc la mentionnait dans sa nouvelle Le Collier de la reine (1906).
La princesse de Guéméné se retire alors dans son château de Vigny. A la Révolution, elle se sépare de son époux, émigré, et obtient le 16 prairial an VIII sa radiation de la liste des émigrés. L'hôtel de Soubise et l'hôtel de Rohan lui sont restitués en l'an XII, avant d'être vendus au bénéfice des créanciers, le 13 août 1807, un mois avant sa mort. 

### Descendance
De son union avec Henri-Louis-Marie de Rohan, prince de Guéméné, naissent cinq enfants :
- Charlotte Victoire de Rohan (1761-1771) ;
- Charles-Alain-Gabriel de Rohan, 9ème duc de Montbazon, prince de Guéméné (1764-1836), marié en 1781 avec Louise Aglaé de Conflans d'Armentières, dont une fille ;
- Louise de Rohan (1765-1839), mariée en 1780 avec son cousin, Charles Louis Gaspard de Rohan-Rochefort (1765-1843), dont postérité subsistante en ligne masculine par leur arrière-petit-fils Alain de Rohan ;
- Louis Victor Mériadec de Rohan, 10ème duc de Montbazon (après son frère) , prince de Guéméné (1766-1846), marié en 1800 avec sa nièce Berthe de Rohan, unique enfant de son frère aîné, sans postérité ;
- Louis de Rohan, prince de Rohan (1768-1836), marié en 1800 avec Catherine Frédérique de Biron Courlande, divorcés en 1805. S.P.[3].

## Pour approfondir

### Sources
- Monique de Huertas, Aimée de Coigny, Paris, Éditions Pygmalion, 2001, p. 15–17.
- Le Larousse du XXe siècle, Paris, Librairie Larousse, 1928-1933, 6 vol.

### Pages connexes
- Maison de Rohan
- Principauté de Soubise
- Prince de Guéméné
- Hôtel de Soubise
- Château de Vigny